# Fußball-Club Augsburg 1907 1995-1996
Questa voce raccoglie le informazioni riguardanti il Fußball-Club Augsburg 1907 nelle competizioni ufficiali della stagione 1995-1996.

## Stagione
Nella stagione 1995-1996 l'Augusta, allenato da Karsten Wettberg, concluse il campionato di Regionalliga Sud all'11º posto.

## Rosa
| N. |                     | Ruolo | Calciatore              |
| -- | ------------------- | ----- | ----------------------- |
|    | Germania (bandiera) | P     | Darius Kampa            |
|    | Germania (bandiera) | D     | Andreas Dörr            |
|    | Germania (bandiera) | D     | Frank Dörr              |
|    | Germania (bandiera) | D     | Jürgen Haller           |
|    | Germania (bandiera) | D     | Christoph Merkle        |
|    | Germania (bandiera) | C     | Holger Bachthaler       |
|    | Germania (bandiera) | C     | Franz Becker            |
|    | Germania (bandiera) | C     | Manfred Burghartswieser |

| N. |                     | Ruolo | Calciatore     |
| -- | ------------------- | ----- | -------------- |
|    | Germania (bandiera) | C     | Peter Gartmann |
|    | Germania (bandiera) | C     | Robert Graetz  |
|    | Croazia (bandiera)  | C     | Goran Jerković |
|    | Germania (bandiera) | C     | Christian Lutz |
|    | Germania (bandiera) | C     | Thomas Motzke  |
|    | Germania (bandiera) | C     | Frank Peuker   |
|    | Germania (bandiera) | A     | Thomas Luichtl |

## Organigramma societario
Area tecnica
- Allenatore: Karsten Wettberg
- Allenatore in seconda:
- Preparatore dei portieri:
- Preparatori atletici:
- Analisi video:

## Calciomercato

### Sessione estiva
| Acquisti | Acquisti                | Acquisti         | Acquisti |
| R.       | Nome                    | da               | Modalità |
| -------- | ----------------------- | ---------------- | -------- |
| C        | Holger Bachthaler       | Schwaben Augusta |          |
| C        | Manfred Burghartswieser | Monaco 1860 II   |          |
| D        | Frank Dörr              | Egelsbach        |          |
| C        | Peter Gartmann          | Meppen           |          |
| C        | Robert Graetz           | Bayern Monaco II |          |
| C        | Christian Lutz          | Bayern Monaco II |          |

| Cessioni | Cessioni            | Cessioni              | Cessioni |
| R.       | Nome                | a                     | Modalità |
| -------- | ------------------- | --------------------- | -------- |
| D        | Michael Hecht       | Dinamo Dresda         |          |
| A        | Christian Radlmaier | Fortuna Düsseldorf    |          |
| D        | János Radoki        | Vestenbergsgreuth     |          |
| C        | Domenico Sbordone   | Eintracht Francoforte |          |
| C        | Roland Seitz        | ASV Neumarkt          |          |
| P        | Thorsten Walther    | Stoccarda             |          |
| C        | Thomas Zwingel      | Vestenbergsgreuth     |          |

## Risultati

### Regionalliga ovest-sudovest

#### Girone di andata
| 29 luglio 1995, ore 15:00 CEST 1ª giornata | Augusta | 2 – 2 | Ditzingen |  |

| 5 agosto 1995, ore 15:00 CEST 2ª giornata | Ulma | 2 – 1 | Augusta |  |

| 12 agosto 1995, ore 15:00 CEST 3ª giornata | Augusta | 0 – 1 | Kickers Stoccarda |  |

| 20 agosto 1995, ore 15:00 CEST 4ª giornata | FSV Francoforte | 0 – 1 | Augusta |  |

| 26 agosto 1995, ore 15:00 CEST 5ª giornata | Augusta | 3 – 2 | Wacker Burghausen |  |

| 2 settembre 1995, ore 15:00 CEST 6ª giornata | Hessen Kassel | 0 – 2 | Augusta |  |

| 9 settembre 1995, ore 15:00 CEST 7ª giornata | Augusta | 2 – 3 | VfR Mannheim |  |

| 16 settembre 1995, ore 15:00 CEST 8ª giornata | Vestenbergsgreuth | 0 – 0 | Augusta |  |

| 23 settembre 1995, ore 15:00 CEST 9ª giornata | Augusta | 0 – 0 | Ludwigsburg |  |

| 8 ottobre 1995, ore 15:00 CET 10ª giornata | Egelsbach | 2 – 1 | Augusta |  |

| 14 ottobre 1995, ore 15:00 CET 11ª giornata | Augusta | 0 – 1 | Reutlingen |  |

| 22 ottobre 1995, ore 15:00 CET 12ª giornata | Sandhausen | 2 – 1 | Augusta |  |

| 28 ottobre 1995, ore 15:00 CET 13ª giornata | Augusta | 2 – 2 | Eintracht Francoforte II |  |

| 14 novembre 1995, ore 18:00 CET 14ª giornata | Bayern Monaco II | 0 – 1 | Augusta |  |

| 11 novembre 1995, ore 15:00 CET 15ª giornata | Augusta | 2 – 4 | Fürth |  |

| 18 novembre 1995, ore 15:00 CET 16ª giornata | Augusta | 3 – 0 | Neukirchen |  |

| 2 dicembre 1995, ore 15:00 CET 17ª giornata | Darmstadt | 0 – 4 | Augusta |  |

#### Girone di ritorno
| 9 dicembre 1995, ore 15:00 CET 18ª giornata | Ditzingen | 2 – 3 | Augusta |  |

| 13 marzo 1996, ore 18:00 CET 19ª giornata | Augusta | 1 – 0 | Ulma |  |

| 9 marzo 1996, ore 15:00 CET 20ª giornata | Kickers Stoccarda | 2 – 0 | Augusta |  |

| 16 marzo 1996, ore 15:00 CET 21ª giornata | Augusta | 1 – 1 | FSV Francoforte |  |

| 22 marzo 1996, ore 18:00 CET 22ª giornata | Wacker Burghausen | 2 – 0 | Augusta |  |

| 30 marzo 1996, ore 15:00 CET 23ª giornata | Augusta | 0 – 0 | Hessen Kassel |  |

| 4 aprile 1996, ore 18:00 CEST 24ª giornata | VfR Mannheim | 3 – 1 | Augusta |  |

| 13 aprile 1996, ore 15:00 CEST 25ª giornata | Augusta | 0 – 3 | Vestenbergsgreuth |  |

| 20 aprile 1996, ore 15:00 CEST 26ª giornata | Ludwigsburg | 0 – 0 | Augusta |  |

| 27 aprile 1996, ore 15:00 CEST 27ª giornata | Augusta | 3 – 3 | Egelsbach |  |

| 3 maggio 1996, ore 18:00 CEST 28ª giornata | Reutlingen | 2 – 0 | Augusta |  |

| 11 maggio 1996, ore 15:00 CEST 29ª giornata | Augusta | 3 – 1 | Sandhausen |  |

| 16 maggio 1996, ore 15:00 CEST 30ª giornata | Eintracht Francoforte II | 0 – 2 | Augusta |  |

| 19 maggio 1996, ore 15:00 CEST 31ª giornata | Augusta | 0 – 3 | Bayern Monaco II |  |

| 24 maggio 1996, ore 18:00 CEST 32ª giornata | Greuther Fürth | 1 – 0 | Augusta |  |

| 1º giugno 1996, ore 15:00 CEST 33ª giornata | Neukirchen | 1 – 2 | Augusta |  |

| 6 giugno 1996, ore 18:00 CEST 34ª giornata | Augusta | 1 – 2 | Darmstadt |  |

## Statistiche

### Statistiche di squadra
| Competizione     | Punti | In casa | In casa | In casa | In casa | In casa | In casa | In trasferta | In trasferta | In trasferta | In trasferta | In trasferta | In trasferta | Totale | Totale | Totale | Totale | Totale | Totale | DR |
| Competizione     | Punti | G       | V       | N       | P       | Gf      | Gs      | G            | V            | N            | P            | Gf           | Gs           | G      | V      | N      | P      | Gf     | Gs     | DR |
| ---------------- | ----- | ------- | ------- | ------- | ------- | ------- | ------- | ------------ | ------------ | ------------ | ------------ | ------------ | ------------ | ------ | ------ | ------ | ------ | ------ | ------ | -- |
| Regionalliga Sud | 41    | 17      | 4       | 6       | 7       | 23      | 28      | 17           | 7            | 2            | 8            | 19           | 19           | 34     | 11     | 8      | 15     | 42     | 47     | -5 |
| Totale           | 41    | 17      | 4       | 6       | 7       | 23      | 28      | 17           | 7            | 2            | 8            | 19           | 19           | 34     | 11     | 8      | 15     | 42     | 47     | -5 |

### Andamento in campionato
| Giornata  | 1 | 2  | 3  | 4  | 5 | 6 | 7 | 8 | 9 | 10 | 11 | 12 | 13 | 14 | 15 | 16 | 17 | 18 | 19 | 20 | 21 | 22 | 23 | 24 | 25 | 26 | 27 | 28 | 29 | 30 | 31 | 32 | 33 | 34 |
| --------- | - | -- | -- | -- | - | - | - | - | - | -- | -- | -- | -- | -- | -- | -- | -- | -- | -- | -- | -- | -- | -- | -- | -- | -- | -- | -- | -- | -- | -- | -- | -- | -- |
| Luogo     | C | T  | C  | T  | C | T | C | T | C | T  | C  | T  | C  | T  | C  | C  | T  | T  | C  | T  | C  | T  | C  | T  | C  | T  | C  | T  | C  | T  | C  | T  | T  | C  |
| Risultato | N | P  | P  | V  | V | V | P | N | N | P  | P  | P  | N  | V  | P  | V  | V  | V  | V  | P  | N  | P  | N  | P  | P  | N  | N  | P  | V  | V  | P  | P  | V  | P  |
| Posizione | 6 | 10 | 16 | 13 | 8 | 6 | 6 | 7 | 9 | 12 | 13 | 15 | 17 | 14 | 15 | 11 | 9  | 7  | 6  | 6  | 7  | 8  | 9  | 11 | 11 | 11 | 11 | 12 | 11 | 11 | 12 | 12 | 11 | 11 |

Legenda:

Luogo: C = Casa; T = Trasferta. Risultato: V = Vittoria; N = Pareggio; P = Sconfitta.